# سنقر سفید
سنقر سفید (نام علمی: Circus macrourus) یک پرنده شکاری از خانواده سنقر در تیرهٔ عقابیان است. این پرنده از سنقر خاکستری کوچک‌تر است. سنقر سفید در ایران نیز یافت می‌شود.

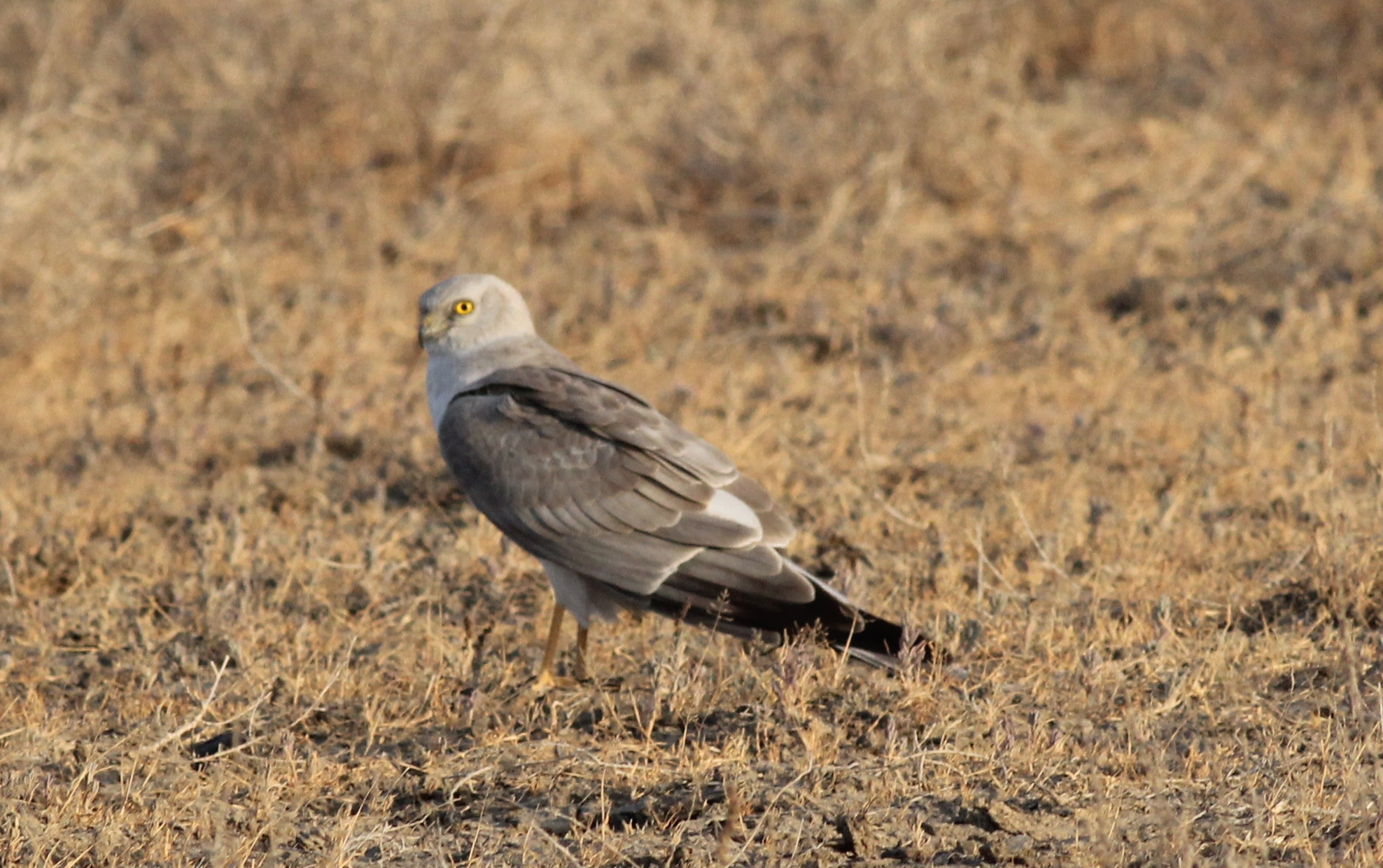
سنقر سفید در هند

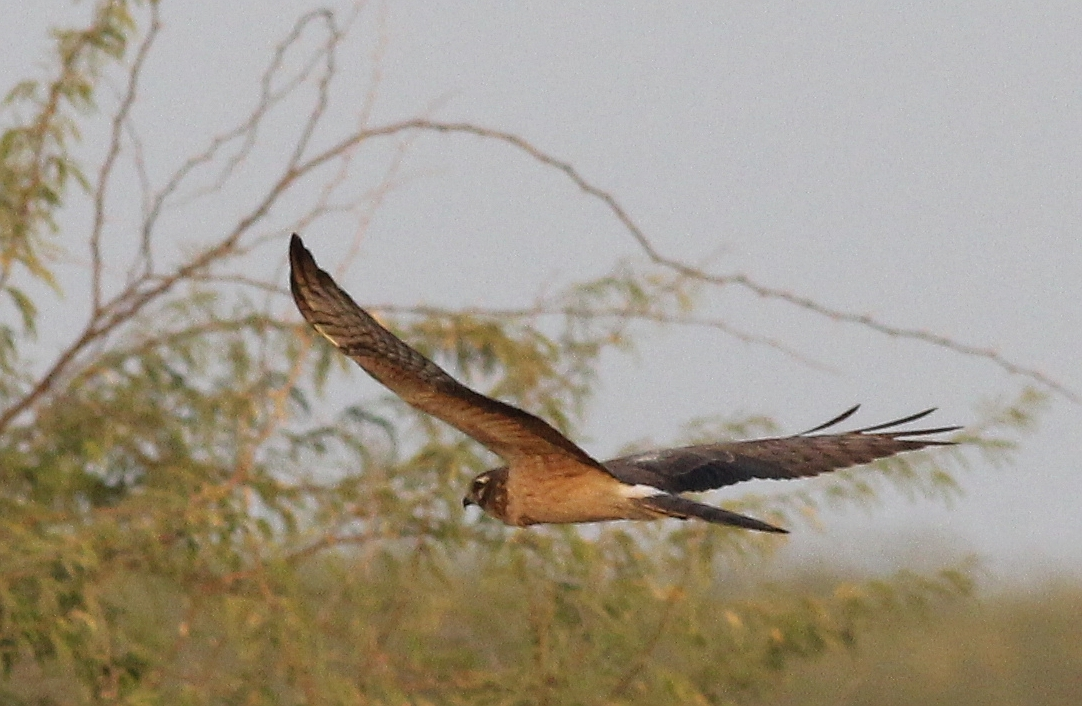
سنقر سفید ماده در هند

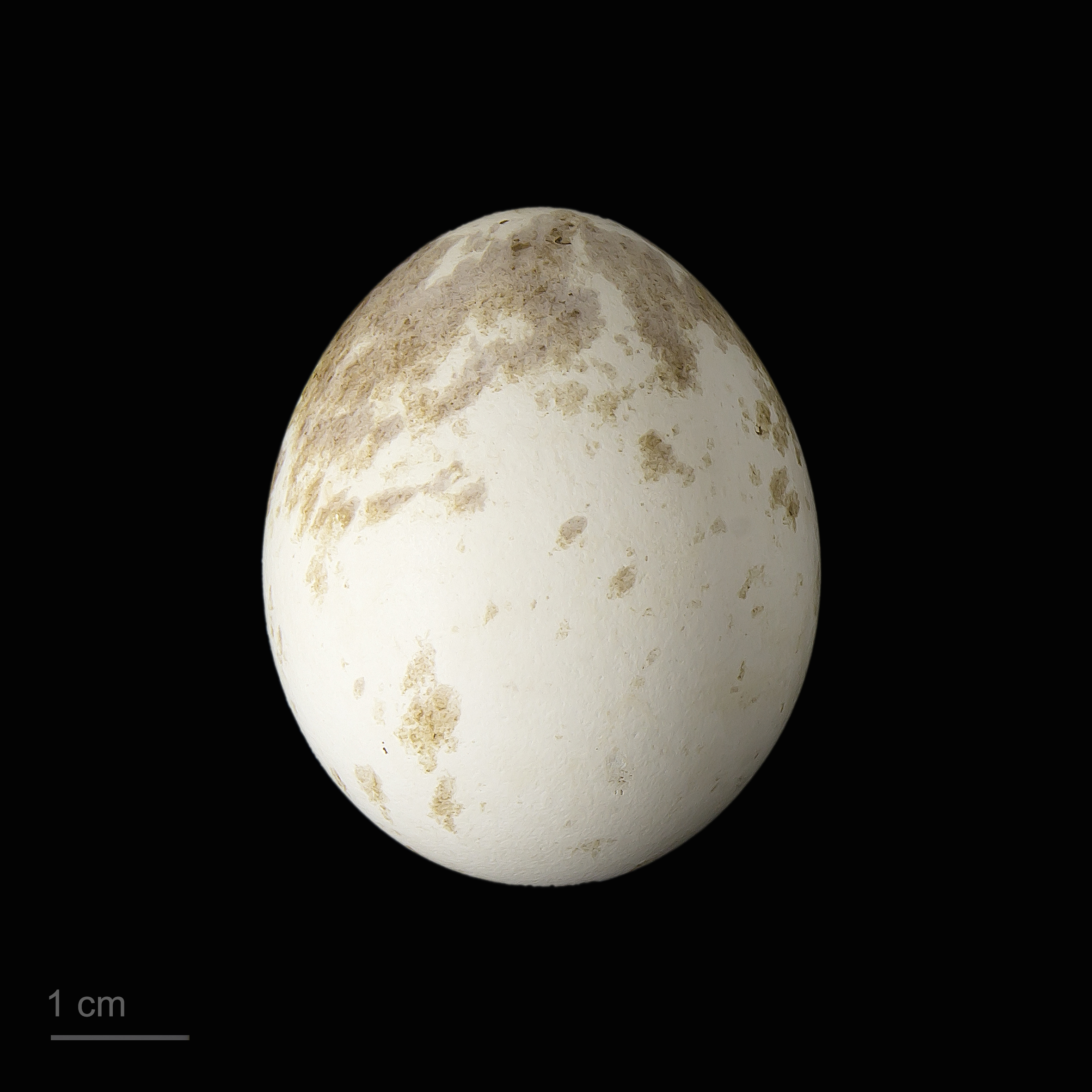
Circus macrourus